# ベイカレント
株式会社ベイカレント（英: Baycurrent, Inc.）は、2014年に設立された日本に本社を置くコンサルティング会社である(創業は1998年、2014年にMBO)。東証プライム上場企業(JPX日経400)、銘柄略称はベイカレC。かつては港区虎ノ門の虎ノ門ヒルズ森タワーにオフィスを構えていたが、2024年1月4日に同区麻布台の麻布台ヒルズ森JPタワーへ移転した。
あらゆる業界に対する戦略から業務・ITに至るまでの豊富なコンサルティング経験で培った知見・洞察やネットワークに加え、日本発の総合ファームとしてのケイパビリティを最大限に活かし、あらゆる側面から総合的にクライアント企業の変革をサポートする。

## 沿革
- 1998年3月 - 神奈川県藤沢市にて有限会社ピーシーワークスを設立。
- 2000年6月 - 株式会社ピーシーワークスに組織変更。
- 2002年3月 - 本社を東京都新宿区に移転。
- 2006年12月 - (旧)株式会社ベイカレント・コンサルティングに商号変更。
- 2014年4月 - バイロン・ホールディングス株式会社を設立。
- 2014年6月 - バイロン・ホールディングス株式会社が(旧)株式会社ベイカレント・コンサルティングの株式を全部取得し、完全子会社とする。
- 2014年8月 - 本社を虎ノ門ヒルズに移転。
- 2014年10月 - バイロン・ホールディングス株式会社が(旧)株式会社ベイカレント・コンサルティングを吸収合併し、(新)株式会社ベイカレント・コンサルティングに商号変更。
- 2016年9月 - 東京証券取引所マザーズに上場。
- 2018年12月 - 東京証券取引所市場第一部に市場変更。
- 2022年4月 - 東京証券取引所市場第一部からプライム市場に移行。
- 2024年1月 - 本社を麻布台ヒルズに移転。
- 2024年9月 - 持株会社制に移行。株式会社ベイカレント・コンサルティング（2代目）は株式会社ベイカレントに商号変更。事業は株式会社ベイカレント・コンサルティング（3代目、株式会社ベイカレント分割準備会社Aから商号変更）と株式会社ベイカレント・テクノロジー（株式会社ベイカレント分割準備会社Bから商号変更）が継承[5]。

### 歴代代表取締役
| 代 | 氏名      | 期間                   | 備考                               |
| -- | --------- | ---------------------- | ---------------------------------- |
| 1  | 江口 新   | 1998年3月 - 2012年3月  | 早稲田大学卒                       |
| 2  | 萩平 和巳 | 2012年3月 - 2016年12月 | 京都大学大学院修了、三菱商事入社   |
| 3  | 阿部 義之 | 2016年12月 - 2025年5月 | 電気通信大学卒、野村総合研究所入社 |
| 4  | 北風 大輔 | 2025年5月 - 現職       | 慶應義塾大学卒、日本IBM入社        |

## スポンサー活動
- Baycurrent Classic Presented by LEXUS(PGA TOUR日本大会)[11] 2025年〜

## 社会的取り組み
- 国連グローバル・コンパクト(グローバル・コンパクト・ネットワーク・ジャパン)[12]

## 主な出身者
- 小谷翔一 - 株式会社エアークローゼット取締役(米ペース大MBA)
- 株本祐己 - StockSun株式会社代表取締役
- 後藤夏樹 - 株式会社エス・エム・エス代表取締役社長
- 田中淳一 - ジェンパクト日本法人代表取締役社長(早大理工、元アクセンチュア パートナー)
- 田中大貴 - MAVIS PARTNERS株式会社代表取締役、グロービス経営大学院講師(早大商、ナンヤン工科大MBA、元マッキンゼー・アンド・カンパニー)[13]
- 橋本英之 - プロレド・パートナーズ ディレクター(東工大工、元ローランド・ベルガー パートナー)
- 山田貴之 - ボストン コンサルティング グループ パートナー (東大経済)
- 山室佑太郎 - メリービス株式会社取締役COO(東京理科大MIP院、2015年新卒)[14]
- 中村貴一 - ファミリーテック株式会社代表取締役社長兼CTO

## 主な出版物
- 『戦略論とDXの交点: DXの核心を経営理論から読み解く』(ベイカレント・コンサルティング監修・則武譲二著、東洋経済新報社)
- 『Think!別冊 DXの真髄に迫る: デジタル変革を前進させるベイカレント流7つのポイント』(ベイカレント・コンサルティング著、東洋経済新報社)
- 『戦略完遂力 人と組織を動かす6つの策』(堀江庄平、日経BP社）
- 『データレバレッジ経営 デジタルトランスフォーメーションの現実解』(ベイカレント・コンサルティング著、日経BP社)
- 『デジタルトランスフォーメーションの実際』(ベイカレント・コンサルティング著、日経BP社)
- 『デジタルトランスフォーメーション』(ベイカレント・コンサルティング著、日経BP社)
- 『デジタル化を勝ち抜く新たなIT組織のつくり方』(ベイカレント・コンサルティング著、日経BP社)
- 『トップコンサルタントが明かす ポストM&A成功44の鉄則』(田中大貴、日経BP社)
- 『エンジニアがビジネスリーダーをめざすための10の法則』(ベイカレント・コンサルティング著、翔泳社)
- 『日本企業進化論』(ベイカレント・コンサルティング著、翔泳社)

## 不祥事
- 2016年9月、東証マザーズに上場する際に売上収益（予想）を182億8200万円と公表したが、同年12月に166億5300万円に下方修正した。その理由は、安定的な収益が見込まれる受注を急激に制限し、高付加価値案件の獲得を目指したものの、計画通りに受注できなかったためとしている[15]。この業績悪化の責任を取り、上場当時に代表取締役社長を務めていた萩平和巳氏は辞任した[7]。

- 2017年8月、フューチャー及びフューチャーアーキテクトから、損害賠償請求等を求める民事訴訟を提起された[16]。フューチャーは、元従業員（執行役員）が同社との雇用状態であるにも関わらず、ベイカレントと雇用契約を締結し、フューチャーの営業秘密を不正に取得したことにより損害が生じたこと等を主張している。なお、当該従業員は2018年3月に不正競争防止法違反の容疑により逮捕された[17]。